# Superstizioni legate agli animali

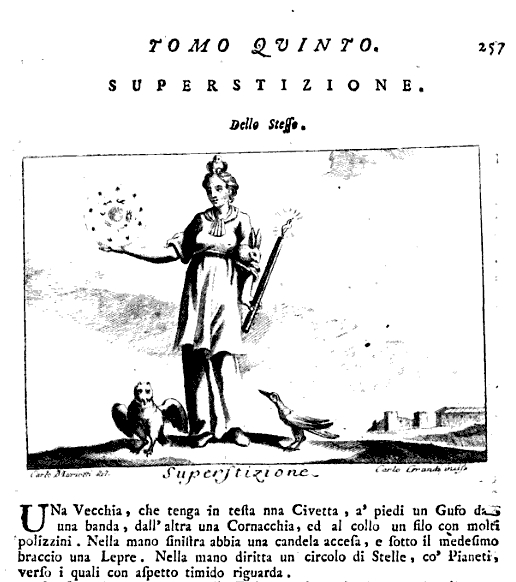
Cesare Ripa (1767), incisione rappresentante un'allegoria della superstizione, raffigurata come una vecchia, attorniata da quattro animali: una civetta posata sulla testa, una lepre in braccio, un gufo e una cornacchia ai suoi piedi

Nella cultura popolare ancora oggi esistono parecchie superstizioni e ataviche credenze legate agli animali, in gran parte tramandate dai tempi antichi. Tutt'oggi la figura di particolari animali in particolari circostanze è reputata causa di sventura o di malaugurio. O ancora, gli organi di alcuni animali vengono ricercati e conservati in gran cura come talismani contro sfortune di sorta.

## Mammiferi

### Cane
Secondo le superstizioni, sentire l'ululato del cane è un cattivo presagio.
In Italia è famoso il proverbio "Can che abbaia non morde", che deriva da una superstizione la quale afferma che un cane che abbaia è semplicemente innocuo.
Si dice anche che avere un cagnolino nero tenga lontane le persone che fanno il malocchio o fattucchiere e che un pelo dello stesso, tenuto nel taschino, allontani i pericoli derivanti dall'uscire di casa il venerdì notte, quando diavoli e streghe sarebbero presumibilmente in agguato.
Si dice anche che quando un cane ulula è presagio che la persona più giovane della famiglia di quello che ha udito morirà presto-

### Pipistrello
Nelle aree di campagna, si diceva alle persone di non uscire la notte poiché si credeva che pipistrelli si sarebbero attaccati ai loro capelli. Questa diffusa credenza viene ricordata anche da Luigi Pirandello da renderla protagonista nella sua novella "Il pipistrello" contenuta in Novelle per un anno.
Secondo le credenze di Montereale (L'Aquila), chi è colpito dall'escremento di un pipistrello è vulnerabile da parte delle streghe.

### Stambecco
Fin dal medioevo lo stambecco aveva un ruolo di primo piano nella farmacopea delle popolazioni alpine basata su credenze popolari, che contribuirono non poco alla sua scomparsa dall'areale alpino. Si credeva che la polvere ottenuta triturando le sue corna fosse un rimedio contro l'impotenza maschile, che il suo sangue avesse virtù terapeutiche contro i calcoli vescicali e porzioni del suo stomaco combattessero la malinconia.
In molte valli alpine l'animale venne cacciato fino alla sua scomparsa a motivo del fatto che le popolazioni attribuivano un forte potere taumaturgico ad un osso a forma di croce che in questo animale è presente vicino al cuore. Nel secolo XVII, nella provincia di Bressanone, lo sterminio di tutti branchi d'animale presenti nell'area, venne effettuato su ordine del principe vescovo allo scopo di far cessare tale superstizione, giudicata di natura demoniaca, eliminandone la causa, non essendogli stato possibile altrimenti convincere i valligiani a desistere dall'utilizzo di questo amuleto.

### Asino
Gli asini che avevano una specie di croce sul petto erano ritenuti sacri e andavano protetti.
Secondo le credenze di Venafro (Isernia) il fastidio che procura al neonato la prima dentizione può essere evitato appendendo al collo del bambino un dente di asino di età non inferiore ad un anno. 
In vari comuni dell'Italia continentale e della Sardegna particolari poteri sono attribuiti per la cura della pertosse all'asino e al somaro: un bambino guarisce se beve l'acqua avanzata ad un asino o a un somaro. A Montemarcello (La Spezia) il bambino guarisce se passa sotto le loro gambe e a Gavoi (Nuoro) se ne beve il latte.
Nelle case delle regioni italiane del nord-est, in quelle dell'Austria e dell'ex Cecoslovacchia si ritiene che la notte fra il 12 ed il 13 dicembre arrivi Santa Lucia in groppa al suo asino, animata da buoni propositi fra i quali portare i regali ai bambini. Ed è notte di doni per tutti, anche per Santa Lucia e il suo asinello. Laddove vivono bambini quest'ultimo trova sul davanzale delle finestre o sul cornicione dei balconi, a seconda delle località, crusca, una mela, una manciata di fieno, grano, una carota, sale, farina gialla.

### Bue
Secondo le credenze di Catania, il fastidioso difetto dell'enuresi (pipì a letto) si perde se il bambino mangia un brodo confezionato con peli di bue.

### Coniglio

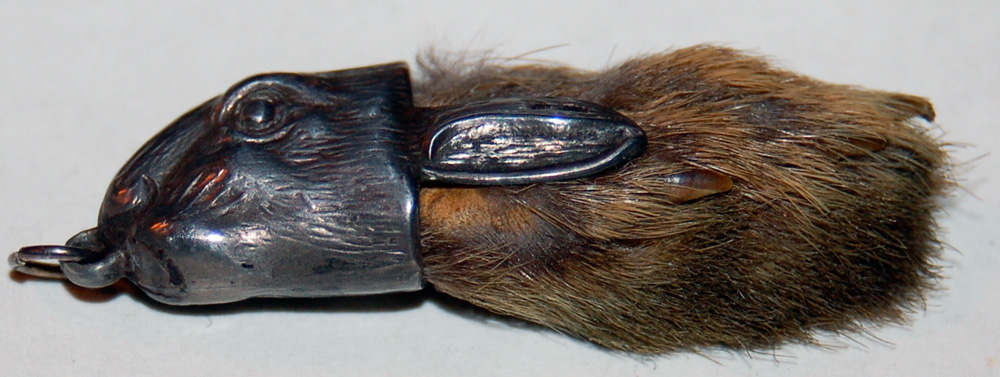
Zampa di coniglio portafortuna montata in argento di epoca vittoriana

Nella cultura occidentale la zampa sinistra essiccata (o il piede sinistro) di coniglio è ritenuta un portafortuna, al punto che negli USA è oggetto di commercio. Oltre a ciò è anche simbolo di fertilità e di buon augurio per una famiglia numerosa.

### Marmotta
La marmotta veniva cacciata nelle Alpi per la sua carne, il suo grasso era ritenuto dai montanari un ottimo unguento contro contusioni ed altri mali sia degli uomini che degli animali domestici, si stimava che da un esemplare adulto si arrivasse ad ottenere una pinta di grasso

### Bertuccia (piccola scimmia)
Sulla Rocca di Gibilterra vive l'unica colonia di scimmie europee in libertà. Secondo un'antica superstizione quando non ci saranno più scimmie a Gibilterra, cesserà il dominio inglese su questo promontorio meridionale della penisola iberica. Nel corso della seconda guerra mondiale la popolazione di scimmie si era ridotta nel 1942 a soli 7 individui, e Winston Churchill per evitare ripercussioni negative sul morale della popolazione, in caso di scomparsa della colonia ne ordinò il rinfoltimento tramite l'importazione di scimmie dal Marocco e dall'Algeria indicando che la popolazione della colonia non dovesse mai scendere al disotto di 24 esemplari e un ufficiale inglese ricevette la responsabilità di occuparsi del benessere della colonia.

## Rettili e anfibi

### Lucertola
Nei tempi antichi era diffusa la credenza che le lucertole con due code portassero fortuna. Tale proprietà si ricollegava probabilmente al fatto che il dio delle ricchezze Pluto fosse raffigurato con due code.

### Salamandra
Nel Medioevo si riteneva che le salamandre fossero immuni al fuoco e che questi anfibi vivessero nei laboratori dei fabbri.

### Serpente
A Cocullo, piccolo paese abruzzese, sopravvive, con una trasposizione cristiana, un rituale tra il magico ed il pagano legato all'antica venerazione della dea o maga Angizia ritenuta capace di rendere innocuo ogni veleno. Per questo motivo, qualche giorno prima della festa di san Domenico alcuni abitanti del paese, detti serpari raccolgono serpenti nella campagna intorno al paese; la tradizione tramanda che costoro sarebbero capaci di rendere innocui i rettili tramite il suono di un corno, detto Kerallos. La festa, conosciuta anche come Festa dei serpari, avviene ogni anno il primo giovedì di maggio, ed ha il suo momento più rilevante con una processione lungo il paese della statua lignea di san Domenico ricoperta delle serpi (per lo più della specie cervone) vive raccolte dai serpari.
Solitamente i serpenti erano ritenuti malefici e demoniaci e si diceva che fossero raccolti e usati dalle streghe per i loro veleni e i loro oscuri poteri.

## Uccelli

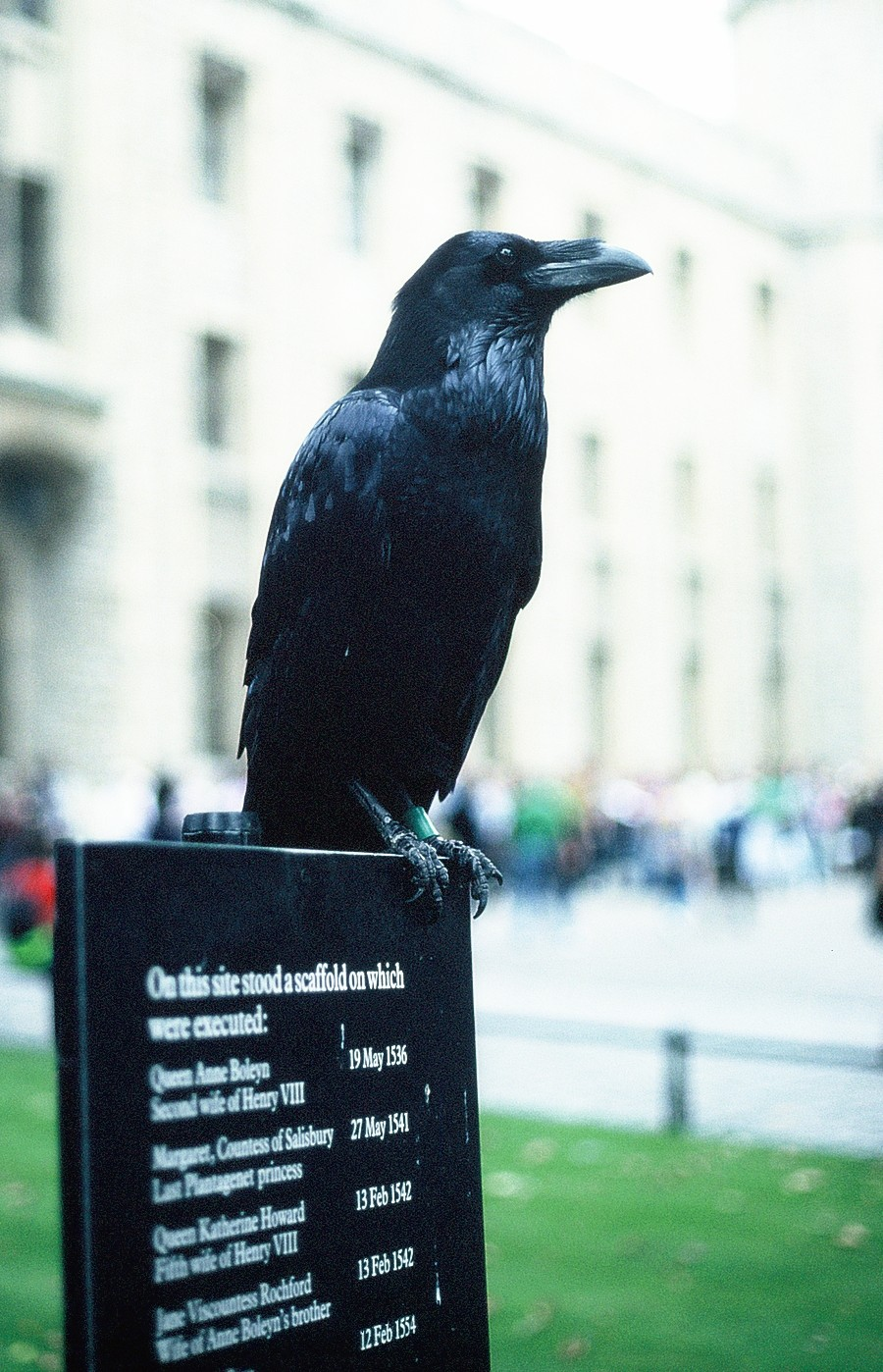
Corvo della Torre di Londra appollaiato su un cartello con i nomi delle persone ivi giustiziate

### Civetta
Il verso della civetta, uccello notturno, porta sfortuna, se non morte, il suo stridire viene associato ai lamenti delle anime dei morti. Questa superstizione, si ritrova in molti autori classici, per esempio Piero Valeriano nei suoi Hieroglyphica la indica come simbolo di morte e sempre minacciante qualche infortunio col suo canto notturno. La stessa similitudine compare in una poesia di Giovanni Pascoli, intitolata "L'assiuolo" dove il suo verso, prende il simbolo di solitudine e di morte.

### Cuculo
Una superstizione contadina afferma che chi, all'inizio della primavera, sente per la prima volta il canto del cuculo con del denaro in tasca, è fortunato: avrà denaro in abbondanza per tutto l'anno. Ma se invece non ha niente....

### Corvo
Nelle pitture rupestri entro la grotta di Lascaux si trovano le più antiche rappresentazioni disegnate dall'uomo dei corvi, tra cui una figura umana con testa corvina, questo testimonia dell'antico legame esistente fra uomini e questi animali, che probabilmente stazionavano nei pressi dei gruppi di uomini primitivi per sottrarre brandelli di carne dalle prede cacciate e contemporaneamente le cui grida potevano essere usate come segnale di allarme per arrivo di intrusi dal gruppo di uomini.
Una piccola colonia di corvi vive nella torre di Londra, ove uno degli Yeomen Warders riceve l'incarico di raven master, consistente nel curarsi della salute dei corvi e nutrirli quotidianamente. Ciò avviene in quanto secondo una leggenda la monarchia inglese cadrà sotto la mano di un invasore straniero il giorno in cui tutti i corvi moriranno o abbandoneranno l'edificio. Per questo motivo le ali di questi corvi sono sfoltite di piume per ridurne la loro capacità di volare. In tempi recenti si è discusso se questa leggenda, che aiuta a mantenere un certo clima di mistero ed orrore attorno alla Torre, e colore popolare per turisti, che si farebbe risalire al secolo diciassettesimo, in realtà non sia molto più recente e databile come sua origine al XIX secolo.

## Artropodi

### Ragno
Fin dall'epoca degli antichi romani l'incontro durante la giornata con un ragno è giudicato un evento che porta fortuna, e poiché uccidere un ragno porterebbe sfortuna, questi quando vengono trovati nelle case ne sono portati al di fuori con qualche artifizio. Anticamente la ragnatela veniva posta su ferite, credendo che avesse poteri cicatrizzanti.

### Ape
Un amuleto a forma di ape porta fortuna in affari a chi lo indossa, poiché l'ape è simbolo di intelligenza e perseveranza.
Se un'ape entra in una stanza, annuncerà la visita di un buon amico portatore di affari redditizi.

### Sfinge testa di morto

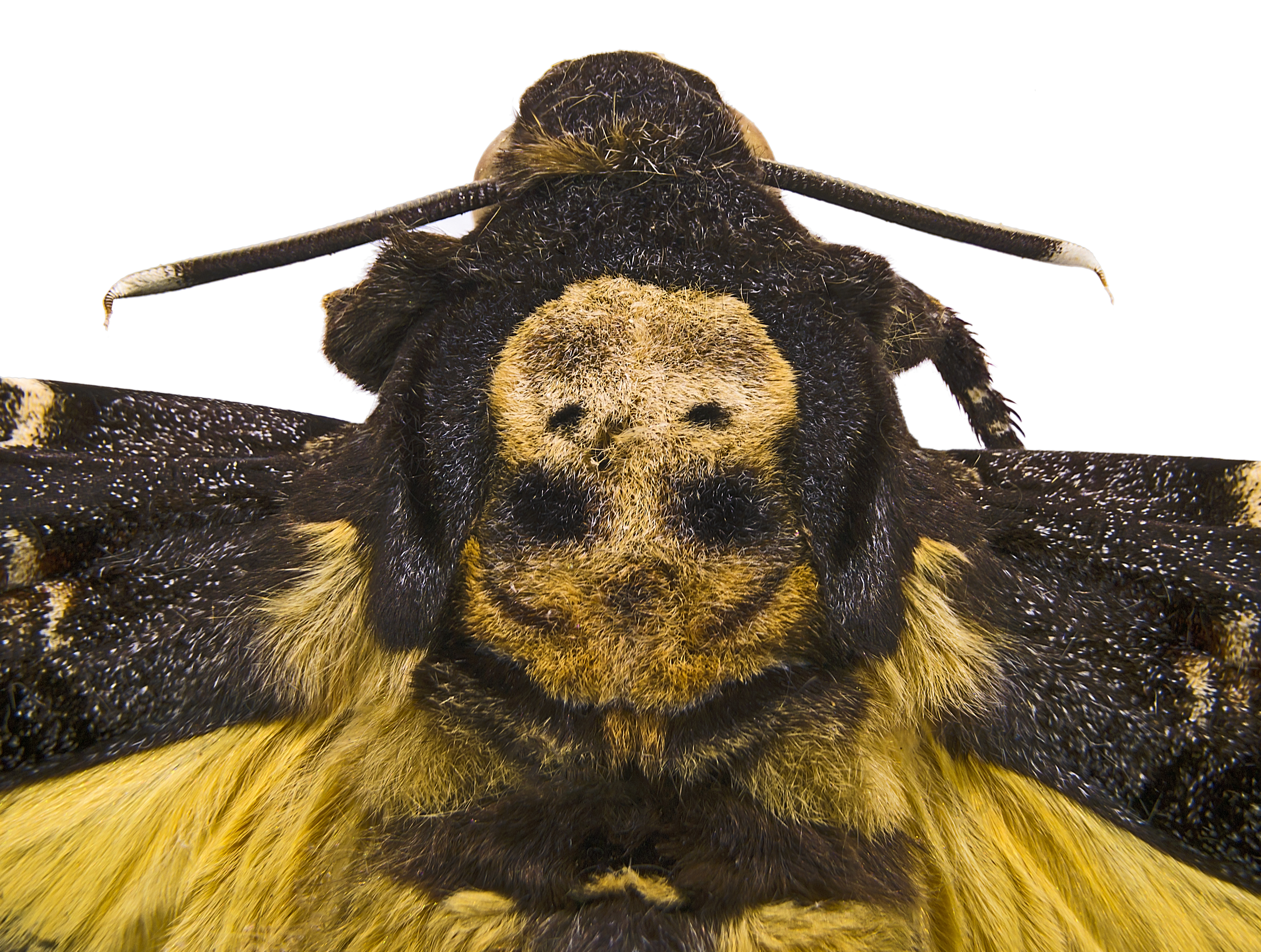
La macchia a forma di teschio della "Sfinge testa di morto"

Questa grossa falena, avente una colorazione scura brunastra, è facilmente riconoscibile per una macchia chiara, che vagamente ricorda la figura di un teschio, presente sul lato superiore del suo torace, inoltre possiede una caratteristica molto insolita per questo genere di insetti: quando disturbata o irritata emette un suono stridulo ben udibile dall'orecchio umano prodotto espellendo aria dalla sua spirotromba. A causa di queste due peculiarità già al tempo dei romani a questa farfalla venne associata la credenza superstiziosa di portatrice di morte. Plinio la chiama papilio feralis (Naturalis Historia 11,65), appellativo ripreso da Ovidio nelle Metamorfosi e che ispirò Linneo nel 1758 nell'attribuirle il suo nome scientifico di Acherontia atropos, dato dalla combinazione del fiume infernale Acheronte (in greco Ἂχέρων, -οντος, in latino Ăchĕrōn, -ontis) e Atropo (in greco:Ἄτροπος), la più anziana delle tre Parche: quella che recideva il filo della vita di un individuo decretandone la morte.
Allo stesso genere Acherontia, appartengono altre due farfalle, entrambe sempre con la medesima macchia chiara sul torace e conseguentemente denominate Acherontia styx, dal nome del fiume infernale Stige e Acherontia lachesis dal nome di Lachesi, la seconda Parca, colei che misurava la lunghezza della vita umana.
La simbologia di questa farfalla, come portatrice di morte è stata ampiamente utilizzata da artisti, scrittore e soggettisti cinematografici.
Il discusso dipinto The Hireling Shepherd (1851) del pittore preraffaellita William Holman Hunt ha per soggetto un pastore che, mostrando un esemplare di "sfinge testa di morto", abbraccia con passionalità carnale una fanciulla, con quest'opera di eros e tanatos il pittore infranse i canoni della innocente pittura bucolica in auge fino a quel tempo nella pittura inglese.
L'insetto è il soggetto dell'incubo del protagonista del racconto La sfinge del 1846 scritto da Edgar Allan Poe; questa falena viene anche menzionata dal poeta inglese romantico John Keats, come simbolo della morte nella sua Ode alla malinconia (1819): "Make not your rosary of yew-berries, / Nor let the beetle, nor the death-moth be / Your mournful Psyche".
In Dracula (1897) di Bram Stoker, Reinfield descrivendo i suoi incontri notturni col vampiro, cita questa falena tra gli animali dominati da Dracula:
(Bram Stoker, Dracula Capitolo 21)
In ambito cinematografico venne inserita, per la sua forte simbologia, nel 1929 da Luis Buñuel e Salvador Dalí nel film surrealista Un chien andalou; quarant'anni, dopo in un film horror del 1968, Il Mostro Di Sangue, un entomologo folle crea un'enorme "testa di morto" usando DNA umano, che si nutre di sangue seminando morte e panico.
Una collezione di falene viene utilizzata per impaurire il protagonista del racconto gotico I'm the King of the Castle (1969) della scrittrice Susan Hill e tradotto in film nel 1989.
Nel 1991 la maledizione e la superstizione di morte legata a queste falene viene resa popolare su scala mondiale dal successo del film, divenuto di culto, Il silenzio degli innocenti tratto dal libro di Thomas Harris nel quale essa gioca un ruolo primario nel rappresentare l'ossessione del serial killer; la sfinge costituisce anche l'elemento grafico principale della locandina del film. A partire da quell'anno le presenze della "sfinge testa di morto" aumentano nelle opere destinate al pubblico.
La macchia a forma di teschio è riprodotta nella copertina di Hail Horror Hail (1997), disco dei Sigh, una band avantgarde metal/black metal giapponese; sempre in ambito musicale la farfalla appare nel video del singolo Butterfly Caught (2003) dei Massive Attack.
Nel 2002, nel film The Mothman Prophecies - Voci dall'ombra, basato sulla leggenda urbana dell'uomo falena sono numerosi i riferimenti alla sfinge testa di morto.
Nel 2005 lo scrittore José Saramago la cita in alcune pagine del suo romanzo Le intermittenze della morte.
Successivamente venne usata in una puntata di "Ghost Whisperer - Presenze" come riferimento ai Vampiri